# Antti Nikkilä
Antti Nikkilä, né le 25 août 1978 à Tampere, en Finlande, est un joueur finlandais de basket-ball. Il joue au poste de pivot.

## Palmarès
- Rookie de l'année du championnat de Finlande 2001